# Euphorbia teres
Euphorbia teres là một loài thực vật có hoa trong họ Đại kích. Loài này được M.Machado & Hofacker mô tả khoa học đầu tiên năm 2008.